# اندیس خاک صنعتی اسفندآباد
اندیس خاک صنعتی اسفند‌آباد یک اندیس غیرفلزی است که در حوالی شهر جیان استان یزد قرار دارد و مادهٔ معدنی موجود در آن، خاک صنعتی است.  